# گمینا شوبین
گمینا شوبین (به لهستانی:  Gmina Szubin) یک گمینا در لهستان است که در شهرستان ناکوو واقع شده‌است. گمینا شوبین ۳۳۲٫۰۹ کیلومتر مربع مساحت و ۲۲٬۶۹۱ نفر جمعیت دارد.